# شبکه حلقه‌ای

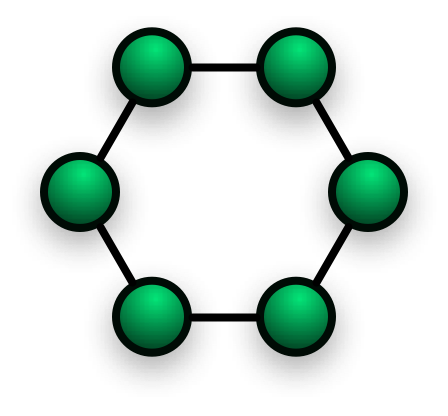
شبکه حلقه‌ای

شبکه حلقه‌ای (به انگلیسی: Ring network) یکی از انواع شبکه‌های رایانه‌ای است که در آن رایانه‌های شبکه را با یک کابل تکی به صورت دایره‌ای شکل به هم متصل می‌سازند. در این توپولوژی انتهای پایانی وجود ندارد سیگنالهای دور حلقه در یک جهت حرکت می‌کنند و از تمام رایانه‌ها می‌گذرند. برخلاف توپولوژی خطی که غیر فعال است هر رایانه شبیه یک تکرارکننده عمل می‌کند و سیگنالهای دریافتی را پس از تقویت به رایانه بعدی می‌فرستد چون سیگنال از تمامی رایانه‌ها می‌گذرد خرابی یک رایانه بر کل شبکه تأثیر می‌گذارد. 
در این طراحی انتقال اطلاعات به نوعی نوبتی می‌باشد که با نام token یاد می‌شود.